# Рейтарский приказ
Рейтарский приказ — орган военного управления, одно из центральных военных ведомств Русского Царства XVII века.
Данный приказ ведал рейтарами, сборами в их пользу и выдачей им жалованья.

## История
Рейтарский приказ был образован в 1649 году и принял функции одного из столов Иноземского приказа, ведавшего до этого рейтарами.

### Рейтарский приказ и «военная реформа» 1680 года.
В результате «военной реформой» 1680 года, как принято считать в энциклопедических изданиях, были соединены или слиты Рейтарский и Иноземский приказы и сильно расширились их военные функции.
Но не всё так просто, поскольку:
1. Именного государева указа об объединении/слиянии приказов неизвестно; а в именном указе от 12 ноября 1680 г. «О разделении ведомства ратных людей конных и пеших между разными приказами» об этом не говорится ни слова.
2. После 1680 г. многие документы, адресованные одновременно в оба приказа, доводятся до каждого из них отдельно.
3. Указы, предназначенные одному Иноземскому приказу — также не редкость вплоть до образования из них в начале XVIII в. нового приказа.
4. Взаимоотношение служащих приказов тоже не даёт никаких данных для утверждения о соединении/слиянии рассматриваемых приказов[4].

По именному указу от 12 ноября 1680 года «О разделении ведомства ратных людей конных и пеших между разными приказами» большая часть ратных людей полковой службы перешла в ведение трёх центральных приказов: Разрядного, Иноземского и Рейтарского и значительно уменьшились в этой области компетенции других приказов.
В результате все полковые службы подчинились единому руководству — боярину Михаилу Юрьевичу Долгорукову. Но взаимоотношения Рейтарского и Иноземского приказов остались прежними: тесное сотрудничество и максимальное координирование взаимодействия, о каком-либо соединении/слиянии по известным данным говорить бездоказательно.

### Реорганизация Рейтарского приказа в петровское время.
В начале преобразований Петра I, 18 (28) февраля 1700 года, боярину князю Якову Фёдоровичу Долгорукову было поручено сформировать из Иноземского и Рейтарского приказов новый приказ, переводя дьяков и подьячих из старых приказов в новый по своему усмотрению. Одновременно ему были подчинены все генералы, полковники и начальные люди сухого пути. В итоге, 23 июня (4 июля) 1701 года по указу государя из Иноземского и Рейтарского приказов был образован Приказ Военных дел (который упразднён с учреждением в 1711 году Главной военной канцелярии, которая стала заниматься и составом армии):
«Приказы Иноземской и Рейтарской и Стрелецкой впредь писать приказами ж, Иноземской и Рейтарской, Военных дел, а Стрелецкой Земских дел; а прежним званием, тех приказов не писать».

## Штат Рейтарского приказа
Рейтарский приказ находился в ведении того же судьи (главы приказа), что и Стрелецкий (в 1649/50 — 1665/66 гг.) и Иноземский приказы; с боярином в товарищах были дворянин и два дьяка.

## Судьи (главы) Рейтарского приказа[9]
1. 1649/50 г. — Пушкин, Григорий Гаврилович, боярин
2. 1649/50 — 1665/66 гг. — Милославский, Илья Данилович, боярин
3. 1666/67 — 1669/70, 1681/82 гг. — Одоевский, Никита Иванович, князь, боярин
4. 1670/71 — 1675/76 гг. — Троекуров, Иван Борисович, князь, стольник, боярин
5. 1675/76 — 1676/77 гг. — Трубецкой, Юрий Петрович, князь, боярин
6. 1676/77 — 1681/82 гг. — Милославский, Иван Михайлович, окольничий, боярин
7. 1680/81 — 1681/82 гг. — Долгоруков, Михаил Юрьевич, князь, боярин
8. 1681/82 — 1682/83 гг. — Плещеев, Михаил Львович, стольник, боярин
9. 1682/83 — 1689/90 гг. — Голицын, Василий Васильевич, князь, боярин
10. 1686/87 — 1689/90 гг. — Голицын, Алексей Васильевич, князь, боярин
11. 1689/90 — 1693/94 гг. — Урусов, Фёдор Семёнович, князь, боярин
12. 1693/94 — 1696/97 гг. — Иванов, Автомон Иванович, дьяк, думный дьяк (с 29.08.1688)
13. 1696/97 — 1699/1700 гг. — Шеин, Алексей Семёнович, боярин, генералиссимус